# Univerzita La Sapienza
Univerzita La Sapienza, oficiálně Sapienza – Università di Roma (Italsky sapienza znamená moudrost) , obvykle nazývaná jako Università di Roma "La Sapienza" je autonomní státní univerzita v italském hlavním městě Římě.

## Historie
Univerzita byla založena roku 1303 bulou In Supremae praeminentia Dignitatis vydanou 20. dubna 1303 papežem Bonifácem VIII.

## Významní absolventi
- Jan Josef Vratislav z Mitrovic (1694–1753), český šlechtic a královéhradecký biskup
- Emilio Gino Segrè (1905–1989), fyzik, objevitel antiprotonu a nositel Nobelovy ceny za fyziku (1959)
- Enrico Fermi (1901–1954), fyzik, podílel se na výrobě prvního jaderného reaktoru, nositel Nobelovy ceny za fyziku (1938)
- Daniel Bovet (1907–1992), farmakolog, objevitel prvního antihistaminika (léku na potlačení alergické reakce) a nositel Nobelovy ceny za fyziologii a lékařství (1957)
- Ennio De Giorgi (1928–1996), matematik, držitel Wolfovy ceny za matematiku
- Bernardo Bertolucci (1941), režisér, držitel Oscara za nejlepší režii za film Poslední císař (1987)
- Scott O'Dell (1898–1989), americký spisovatel, autor dětských knížek
- Cesare Borgia (1475–1507), šlechtic, kardinál
- Gabriele d'Annunzio (1863–1938), básník, dekadent
- Vito Volterra (1860–1940), matematik a fyzik
- Maria Montessori (1870–1952), pedagožka a filozofka
- Alessandro Marchetti (1884–1966), letecký konstruktér
- Nicola Cabibbo (1935–2010), jaderný fyzik
- Sylvie Richterová (1945), česká spisovatelka a vysokoškolská pedagožka
- Mario Draghi (1947), bankéř a ekonom, guvernér Italské národní banky
- Umberto Guidoni (1954), astrofyzik, bývalý astronaut a politik
- Maurizio Cheli (1959), vojenský letec a bývalý astronaut
- Franco Frattini (1957), politik, bývalý italský ministr zahraničních věcí
- Antonio Tajani (1953), politik
- Massimiliano Fuksas (1944), architekt